# Typ 4600 i 4700 (tramwaje w Mediolanie)
Typ 4600 i 4700 – dwie serie przegubowych, dwuczłonowych wagonów tramwajowych, które wyprodukowano dla miejskiej sieci tramwajowej w Mediolanie we Włoszech.

## Historia
Tramwaje serii 4600 są dwuczłonową, przegubową wersją wagonów serii 5300.
15 egzemplarzy wytworzono w zakładzie Stanga w Padwie; wyposażenie elektryczne oraz wózki, analogiczne do tych zamontowanych w tramwajach serii 5300, dostarczyła firma TIBB. Pierwsze 15 tramwajów dotarło do Mediolanu w latach 1955–1956.
W związku z przebiegającą pomyślnie eksploatacją pierwszej serii tramwajów, mediolański przewoźnik Azienda Trasporti Milanesi postanowił o zamówieniu następnych 18 egzemplarzy. Producentem drugiej serii był zakład Breda. Tramwaje dostarczono w 1960 r.

## Malowanie
Początkowo nadwozia tramwajów polakierowane były na dwa odcienie koloru zielonego: fartuch oraz część nadwozia między fartuchem a pasem okien otrzymały kolor ciemnozielony, natomiast pas okien pomalowano na jasnozielono. 
W latach 70. XX wieku nadwozia tramwajów przemalowano w całości na kolor pomarańczowy; pod koniec wspomnianej dekady malowanie uzupełniono o czarny pasek, który następnie usunięto w latach 90. XX wieku, tym samym przywracając jednolite, pomarańczowe barwy.
Po 2010 r. część wagonów oklejono folią samoprzylepną w kolorach nawiązujących do malowania tramwajów typu 1500.

## Galeria

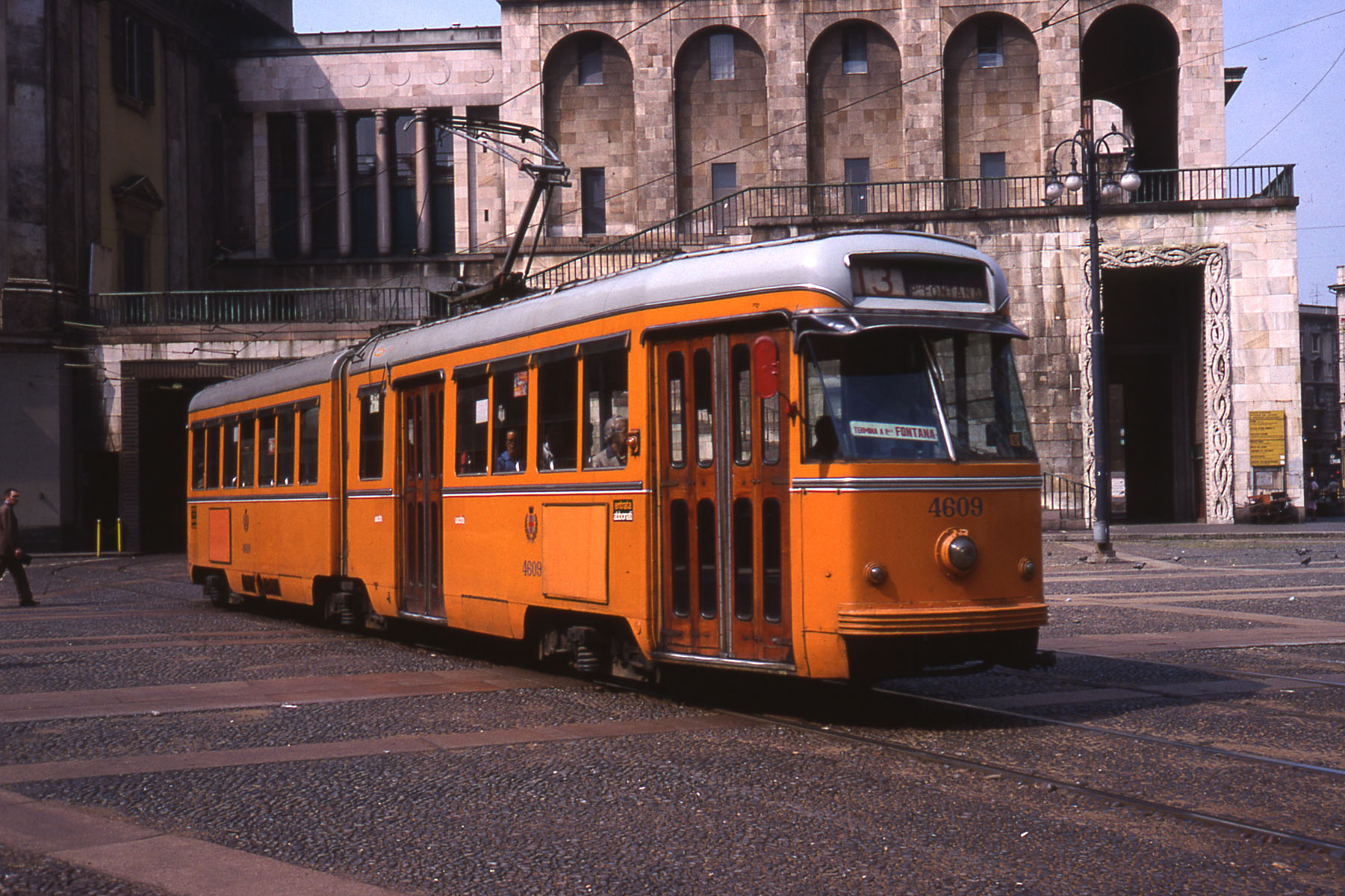
Wagon nr 4609 w pierwszym schemacie malowania, 1977 r.
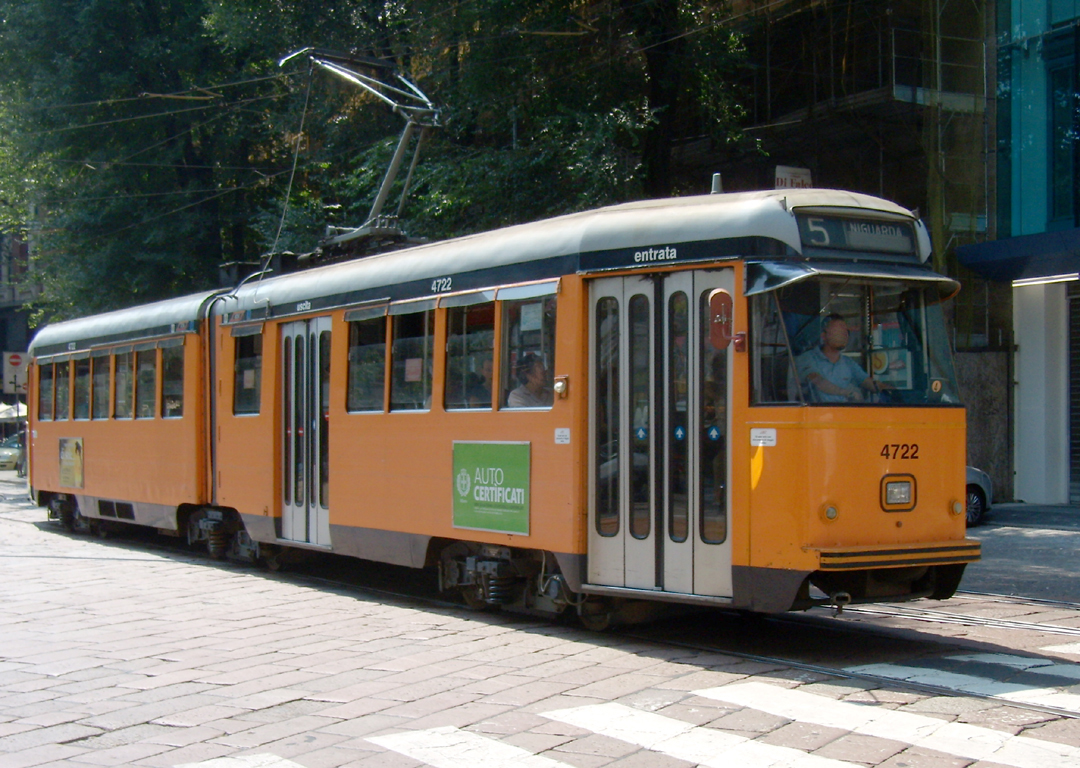
Wagon nr 4722 w pomarańczowych barwach, 2009 r.
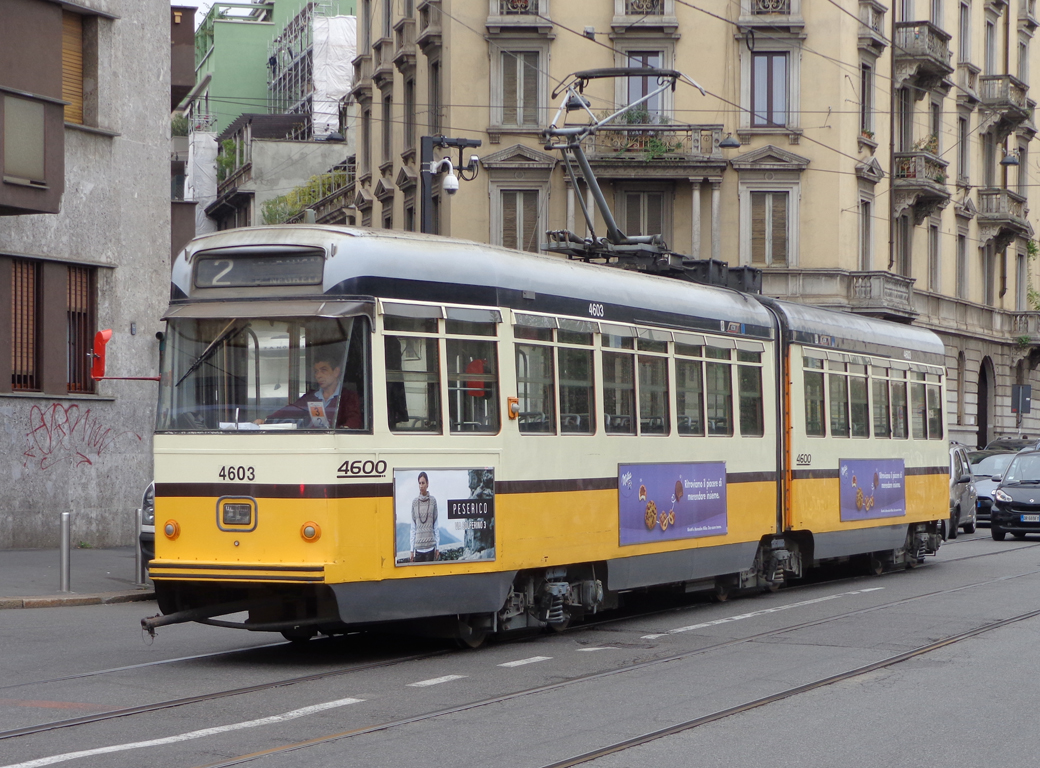
Wagon nr 4603 w nowych barwach, 2013 r.